# Glos-la-Ferrière
Glos-la-Ferrière és un municipi francès situat al departament de l'Orne i a la regió de Normandia. L'any 2007 tenia 560 habitants.

## Demografia

### Població
El 2007 la població de fet de Glos-la-Ferrière era de 560 persones. Hi havia 226 famílies de les quals 72 eren unipersonals (32 homes vivint sols i 40 dones vivint soles), 69 parelles sense fills, 69 parelles amb fills i 16 famílies monoparentals amb fills.
La població ha evolucionat segons el següent gràfic:
Habitants censats

### Habitatges
El 2007 hi havia 285 habitatges, 228 eren l'habitatge principal de la família, 32 eren segones residències i 25 estaven desocupats. 262 eren cases i 14 eren apartaments. Dels 228 habitatges principals, 159 estaven ocupats pels seus propietaris, 68 estaven llogats i ocupats pels llogaters i 2 estaven cedits a títol gratuït; 4 tenien una cambra, 10 en tenien dues, 58 en tenien tres, 64 en tenien quatre i 93 en tenien cinc o més. 180 habitatges disposaven pel capbaix d'una plaça de pàrquing. A 136 habitatges hi havia un automòbil i a 66 n'hi havia dos o més.

### Piràmide de població
La piràmide de població per edats i sexe el 2009 era:
| Homes | Edats   | Dones |
| ----- | ------- | ----- |
| 0     | 95 o +  | 0     |
| 0     | 90 a 94 | 16    |
| 0     | 85 a 89 | 24    |
| 0     | 80 a 84 | 8     |
| 4     | 75 a 79 | 12    |
| 12    | 70 a 74 | 8     |
| 24    | 65 a 69 | 28    |
| 24    | 60 a 64 | 20    |
| 12    | 55 a 59 | 16    |
| 20    | 50 a 54 | 12    |
| 20    | 45 a 49 | 36    |
| 8     | 40 a 44 | 8     |
| 8     | 35 a 39 | 12    |
| 16    | 30 a 34 | 8     |
| 16    | 25 a 29 | 8     |
| 8     | 20 a 24 | 28    |
| 8     | 15 a 19 | 16    |
| 24    | 10 a 14 | 16    |
| 8     | 5 a 9   | 20    |
| 16    | 0 a 4   | 12    |

## Economia
El 2007 la població en edat de treballar era de 316 persones, 228 eren actives i 88 eren inactives. De les 228 persones actives 195 estaven ocupades (118 homes i 77 dones) i 33 estaven aturades (15 homes i 18 dones). De les 88 persones inactives 32 estaven jubilades, 13 estaven estudiant i 43 estaven classificades com a «altres inactius».

### Ingressos
El 2009 a Glos-la-Ferrière hi havia 219 unitats fiscals que integraven 522,5 persones, la mediana anual d'ingressos fiscals per persona era de 14.056 €.

### Activitats econòmiques
Dels 22 establiments que hi havia el 2007, 1 era d'una empresa alimentària, 1 d'una empresa de fabricació d'altres productes industrials, 4 d'empreses de construcció, 6 d'empreses de comerç i reparació d'automòbils, 3 d'empreses de transport, 2 d'empreses d'hostatgeria i restauració, 1 d'una empresa d'informació i comunicació, 2 d'empreses de serveis, 1 d'una entitat de l'administració pública i 1 d'una empresa classificada com a «altres activitats de serveis».
Dels 5 establiments de servei als particulars que hi havia el 2009, 1 era un taller de reparació d'automòbils i de material agrícola, 1 guixaire pintor, 1 empresa de construcció, 1 perruqueria i 1 restaurant.
Dels 2 establiments comercials que hi havia el 2009, 1 era una botiga de més de 120 m² i 1 una botiga de menys de 120 m².
L'any 2000 a Glos-la-Ferrière hi havia 26 explotacions agrícoles que ocupaven un total de 756 hectàrees.

## Equipaments sanitaris i escolars
El 2009 hi havia una escola elemental.

## Poblacions més properes
El següent diagrama mostra les poblacions més properes.